# NGC 486
NGC 486 est une lointaine galaxie elliptique (spirale ?) située dans la constellation des Poissons à plus de 600 millions d'années-lumière de la Voie lactée. NGC 486 a été découverte par l'astronome irlandais Bindon Blood Stoney en 1850.
En raison d'une brillance de surface égale à 11,51  mag/am2, on peut qualifier NGC 486 de galaxie présentant une brillance de surface élevée.
La base de données NASA/IPAC contient peu d'information sur cette galaxie et Simbad identifie NGC 486 à PGC 4975 au lieu de PGC 1281966.